# Парламентские выборы в Испании (1813)
Всеобщие выборы 1813 года в Испании были проведены с целью избрать новых членов Кадисских кортесов (исп. Cortes de Cádiz). Количество депутатов было сокращено с 276 до 203.

## Избирательная система
Право голоса получили все лица мужского пола старше 21 лет, имели постоянное местожительство, в том числе представители белого духовенства, то есть священников, обслуживающих епархиальные храмы.
Депутатами могли быть избраны мужчины старше 25 лет, постоянно проживающие в своём округе они имели при условии наличия определённого дохода.
Депутаты выбирались по мажоритарной системе в 33 многомандатных избирательных округах.

## После выборов
Первоначально юрисдикция Кадисских кортесов была ограничена самим городом и его окрестностями. Постепенно его власть признали все территории Испании свободные от французской оккупации, которых со временем, по мере отступления французов, становилось всё больше. Неожиданно, кортесы столкнулись с новым противником. В декабре 1813 года Наполеон особым договором в Валансэ признал Фернандо VII королём Испании. В марте 1814 года он возвращается в Испанию. В начале мая ожидалось, что король в Мадриде в первый раз встретится с депутатами. Но Фернандо VII отказался признать Кадисскую конституцию, которая значительно ограничила его власть. Заручившись поддержкой старших офицеров, верхушки чиновничества и большей части церковной иерархии король перешёл в наступление на либералов. На его сторону встали и около ста депутатов-абсолютистов, выступивших против либеральных реформ Кортесов и за возвращение старого режима. 4 мая 1814 года Фернандо VII приостановил действие конституции, распустил Кортесы, вернул себе право издавать законы и начал репрессии против либералов, многие из которых были заключены в тюрьму или уехали в изгнание.
Таким образом, Конституция Кадисских кортесов действовала, и то во многом формально, всего лишь чуть более двух лет, в период с марта 1812 года по май 1814 года. Но несмотря на свою короткую жизнь, она оказала большое влияние на историю Испании, в течение многих лет являясь примером для испанского либерального движения, особенно для его левого крыла. Более того, влияние Кадисской конституции вышло за пределы испанских границ, сыграв важную роль в развитии конституционализма в Латинской Америки и поддерживая европейский революционный дух в первые десятилетия XIX века.